# Francourville
Francourville település Franciaországban, Eure-et-Loir megyében. Lakosainak száma 930 fő (2022. január 1.). Francourville Sours és Voise községekkel határos.

## Népesség
A település népességének változása:
| Lakosok száma | 508  | 550  | 805  | 805  | 790  | 821  | 833  | 834  | 864  | 930  |
|               | 1968 | 1982 | 1990 | 2006 | 2013 | 2015 | 2017 | 2019 | 2020 | 2022 |